# Julgamento das Juntas
O Julgamento das Juntas foi o processo judicial realizado na Argentina em 1985, por ordem do presidente Raul Alfonsín, contra os membros das três juntas militares da ditadura auto-nomeada de Processo de Reorganização Nacional, que iniciou em 1976 e acabou em 1983, devido às graves e massivas violações de direitos humanos.
Em 9 de Dezembro de 1983, Alfonsín promulgou o Decreto nº 158/83, ordenando submeter a julgamento sumário 9 militares das 3 juntas militares que lideraram o país desde o golpe militar de 24 de março de 1976 até a Guerra de Malvinas em 1982: Jorge Rafael Videla, Orlando Ramón Agosti, Emilio Eduardo Massera, Roberto Eduardo Viola, Omar Graffigna, Armando Lambruschini, Leopoldo Galtieri, Lami Dozo e Jorge Basilio Anaya. O arquivo processado pela emblemática "Causa 13/84", desde então.
A Câmara Federal, responsável por levar o julgamento adiante, era composta pelos juízes Jorge Torlasco, Ricardo Gil Lavedra, León Arslanian, Jorge Valerga Araoz, Guillermo Ledesma e Andres J. D. Alessio. O promotor foi Julio César Strassera, com quem colaborou o procurador-adjunto Gabriel Moreno Ocampo. Os advogados utilizaram o relatório “Nunca más”, elaborado pela Comissão Nacional sobre o Desaparecimento de Pessoas (CONADEP) — criada pelo Raul Alfonsín — como base probatória.
A sentença foi pronunciada em 9 de dezembro de 1985, condenando cinco dos militares acusados e absolvendo quatro. Videla e Massera foram condenados à prisão perpétua com destituição. Viola foi condenado a 17 anos de prisão, Lambruschini a 8 anos de prisão e Agosti a 4 anos e 6 meses de prisão — todos destituídos. Graffigna, Galtieri, Lami Dozo e Anaya foram absolvidos. O tribunal considerou que as juntas militares tinham feito um sistema ilegal para suprimir a "subversão" (sic) que levou ao "grande número de crimes de privação ilegal da liberdade, de uso de tortura e de assassinatos". Organizações de direitos humanos estimam que 30 mil pessoas desapareceram durante aqueles anos.
O julgamento teve um grande transcendência internacional, mas, especialmente, para a região, onde ditaduras semelhantes foram coordenadas a nível continental pela Operação Condor, que cometeu sistematicamente os crimes contra a humanidade e os planejou a partir do topo do poder governado. O julgamento constitui um importante capítulo da história mundial e colocou a Argentina em posição de vanguarda na luta pelo respeito aos direitos humanos.